# Третейский суд (пьеса)
«Третейский суд» (др.-греч. Επιτρέποντες) — древнегреческая комедия, написанная Менандром в конце IV века до н. э. Относится к позднему периоду его творчества. Как во всей новоаттической комедии в целом, собственно комическому отводится второстепенная роль, делая произведения ближе к жанру бытовой драмы, в основе которой лежит начальное незнание (о неких существенных фактах) и конечное узнавание.

## Состояние текста
Текст комедии известен по единственной сохранившейся папирусной копии IV века, найденной в 1905 году при раскопках частного римского дома в Афродитополе. В копии повреждён пространный фрагмент сразу после вступительной части и отсутствует свыше четверти текста в конце. Эта проблема не решаема до конца без нахождения более сохранной копии. Однако из Средневековья дошли обширные сборники цитат и изречений Менандра. Особенно ценен «Цветник» Иоанна Стобея, где тот указывал не только авторство каждого высказывания, но и название произведения, если цитировалось оттуда. Имея ряд цитат, указанных как взятые из «Третейского суда», зная, что их нет в сохранившемся тексте, и зная, что по канонам жанра комедии должна последовать счастливая развязка, — всё это в сумме позволяет примерно восстановить утраченные части сюжета.

## Сюжет
Харисий женился на Памфиле, а та уже оказывается беременной и через пять месяцев после свадьбы рожает мальчика. Харисий в негодовании перебирается в дом своего друга и соседа Хэрестрата и живёт там с рабыней арфисткой Габротонон, регулярно устраивая вечеринки. Его тесть Смикрин крайне недоволен такой ситуацией.
Далее сюжет строится вокруг третейского суда, где третейским судьёй оказывается Смикрин. Вначале он соглашается стать судьёй в споре двух рабов, Сириска и Дава, по поводу принадлежности драгоценностей, найденных месяц назад при младенце-подкидыше. Затем оказывается, что кольцо и браслет ранее принадлежали Харисию и возникает вопрос о краже вещей у зятя.
После множества перипетий, в которых Менандр ярко раскрывает характеры всех участников, следует традиционная счастливая развязка с узнаванием. Оказывается, что ребёнок Памфилы — сын Харисия. Тот овладел ею ночью на празднике Таврополий, а свои кольцо и амулет оставил, чтобы узнать ребёнка, если тот родится (частый сюжет в древнегреческой комедии).
Для историка интересен процесс создания и ведения третейского суда в Древней Греции. Эта часть сюжета взята Менандром и переработана из трагедии Еврипида «Алопа». Другие сюжетные мотивы позаимствованы из трагедии Еврипида «Авга».
Подробно комментируется современными издателями момент создания третейского суда, этот фрагмент приводится ниже. Из мелких деталей следует отметить восклицание Смикрина «Ишь бродят в кожухах, а тоже судятся!» Речь, разумеется, идёт не о славянском кожухе, а о лёгкой верхней одежде вроде жилетки из кожи. Такая одежда была принадлежностью жителей сельской местности, известных своей нелюбовью к судам. То есть Смикрин хочет сказать «и вы, деревенские. теперь тянетесь за афинянами».
Показателен вопрос Смикрина «Скажи(те), мой приговор блюсти согласны вы?» Третейский судья не приступал к рассмотрению дела, не получив заранее согласия от обеих сторон, что его решение будет принято и исполнено, каким бы оно ни оказалось.
<…>

    Сириск

Судью третейского

Мы ищем! Ну, так вот, коль нет препятствия,

Ты рассуди нас!
    Смикрин

Пропади вы пропадом!

Ишь бродят в кожухах, а тоже судятся!
    Сириск

Пусть так, а всё же — дело наше малое,

Взять в толк его легко — отец, будь милостив!

Уж снизойди до нас! Ведь правосудие

Брать перевес всегда должно, и всяк о том

При случае обязан позаботиться,

Таков всегда удел наш человеческий!
    Дав (тихо в сторону)

С каким, однако, я связался ритором!

Зачем делился с ним?
    Смикрин

Скажи, мой приговор

Блюсти согласны вы?
    Сириск

О да!
    Смикрин

Послушаю, —

Помехи нет! Начни ты, что помалкивал.

<…>

## Позднейшие адаптации
Во II веке до н. э. драматург Публий Теренций Афр написал комедию «Свекровь», которая является переработанным и адаптированным к римским реалиям вариантом комедии Менандра.
Вскоре после обнаружения в 1905 году и пояснённого выше восстановления текста комедия вошла в репертуар греческих театров. В том числе ставятся новые прочтения сюжета, где действие перенесено в современность.